# موزه کارتون تبریز
موزهٔ کارتون تبریز نخستین موزهٔ کارتون در سطح قارهٔ آسیا و پنجمین موزه در سطح جهان، همچنین اولین و تنها موزه کارتون و کاریکاتور ایران است. بعد از موزه طنز و کارتون گابرو بلغارستان، می‌توان گفت، این موزه از نظر وسعت دومین موزه بزرگ دنیاست. این موزه در محوطهٔ باغ گلستان و در محل پیشین کتابخانهٔ ملی تبریز قرار گرفته است.
موزهٔ کارتون تبریز در اسفند ۱۳۸۵ خورشیدی و در بخش غربی خانهٔ هنر این شهر تأسیس شده است. این بنا در سال ۱۳۱۸ خورشیدی و هم‌زمان با کاخ شهرداری تبریز ساخته شده است. این مکان وابسته به اداره کل فرهنگ و ارشاد اسلامی است اما بودجه سالانه ندارد و از محل در آمدهای انجمن کارتونیستهای تبریز و حمایت‌های دولتی اداره می‌شود.
بنای این مجموعه در سال ۱۳۱۸ شمسی و هم‌زمان با کاخ شهرداری تبریز در زیر بنایی به وسعت ۲۸۴ متر ایجاد شده است. بعدها به عنوان باشگاه افسران، رستوران، کمیته انقلاب اسلامی، کتابخانه ملی تبریز و نهایتاً موزه کارتون تبریز استفاده شده است.
موزه کارتون تبریز دارای دو گالری با نمایش ۶۰ اثر از آثار اصل بزرگ‌ترین کارتونیستهای جهان، یک کتابخانه تخصصی و کلاس و امور اداری می‌باشد. در مخزن این موزه بیست هزار اصل از حدود صد کشور جهان نگهداری می‌شود.
این موزه محل استقرار انجمن کارتونیستهای تبریز می‌باشد که جشنواره‌های متعدد بین‌المللی از جمله دوازده دوره جشنواره تبریز، شش دوره جشنواره شهروندی تبریز، یک جشنواره پایداری و چندین دوره جشنواره کشوری را برگزار کرده است. چنان‌که در سال ۱۳۹۰ میزبان دومین نشست رؤسای موزه‌های کارتون کارتون جهان بود و نمایندگانی از ایتالیا، فرانسه، ترکیه، آذربایجان، سوریه، بلژیک و… در این نشست حضور یافته بودند.
در این موزه غیر از دو مجسمه کارتون ساخته آقای مغفوریون، کلکسیونی از پوسترها و کارت پستالها و تمبرها و کارت ویزیتهای کارتونی و کتاب‌های چاپ شده کارتون در تبریز رامی توانید تماشا کنید. کلکت آلبوم جشنواره‌های خارجی نشریات کارتونی و محصولات دیگر از سایر کارکردهای موزه می‌باشد.
وب‌سایت این مجموعه جزو به‌روزترین پایگاه‌های خبری کارتون و کاریکاتور در سطح دنیا می‌باشد.
این موزه همه روزه به جز ایام تعطیل از ساعت ده تا چهارده به آدرس باغ گلستان، روبروی هنرستان وحدت. خانه هنر تبریز/موزه کاریکاتور تبریز پذیرای بازدید علاقه‌مندان است.

## جنجال تخلیه آثار

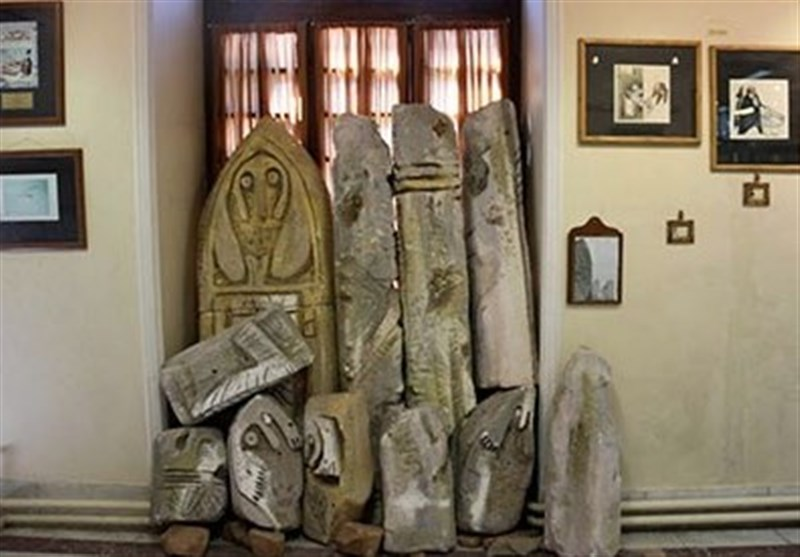

در پی اختلاف بلند مدت شهرداری تبریز و اداره کل ارشاد استان آذربایجان شرقی در مالکیت مجموعه، در سال ۱۴۰۰ تمامی بیست هزار اثر موجود در موزه، یک شبه و بدون ابلاغ قبلی از موزه تخلیه و به گفته مدیر مجموعه اطلاعی از شکل جابجایی آثار نفیس و ارزشمند مجموعه و شرایط نگهداری آن در دست نیست. در این اقدام عجیب علاوه بر تخلیه و جابجایی هزاران اثر اصل، کتاب‌های تخصصی و نایاب، اسناد آنتیک ارزشمندی از مجموعه کسر شد.
در پاسخ اداره کل ارتباطات و امور بین‌الملل شهرداری شهر تبریز در اطلاعیه‌ای اعلام کرد: آثار این مجموعه هنری براساس احکام قضایی و توافقات صورت گرفته ما بین استانداری، شهرداری و اداره ارشاد اسلامی استان توسط شعبه ۳ اجرای احکام مدنی دادگستری تبریز و با حضور عوامل نیروی انتظامی به یکی از سالن‌های مقبره الشعرا انتقال یافته است.
انجمن کاریکاتوریست‌های تبریز با شاره به جلسه کمیسیون فرهنگی شورای شهر تبریز و قول مساعد این نهاد برای حفظ مجموعه و ادامه حمایت از آن، شهرداری را به عدم حمایت از فرهنگ و هنر این شهر متهم کرد و افزود این سازمان پیشتر نیز با ایجاد مشکلاتی مشابه برای موزه مشاغل و موزه عکس تبریز عناد خود را با فرهنگ و هنر این شهر به اثبات رسانده است.